# 안양서중학교
안양서중학교(安養西中學校)는 대한민국 경기도 안양시 만안구 안양동에 있는 공립 중학교이다.

## 학교 연혁
- 1989년 1월 26일 : 교육부 설립 인가 36학급, 초대 최장준 교장 취임
- 1989년 3월 1일 : 안양서중학교 개교
- 1989년 3월 2일 : 제1회 입학식(12학급 646명)
- 1989년 4월 25일 : 20개 교실 증축
- 1990년 12월 31일 : 교실 14, 특별실 2, 창고 1 증축
- 1992년 2월 12일 : 제1회 졸업식(637명)
- 2005년 6월 3일 : 청운관 신축
- 2023년 9월 1일 : 제12대 류병곤 교장 취임
- 2024년 1월 8일 : 제33회 졸업식(73명) 누계 11,437명
- 2024년 3월 4일 : 1학년 3학급 55명 입학

## 참고 자료
- 안양서중학교 - 한국교육학술정보원 학교알리미